# 李原 (民變首領)
李原（？—1471年），绰号李胡子，河南新郑人，明朝中期荆襄民变首领，本属刘通所部。1466年，刘通死后，他逃至内乡、房县。1470年，再度起事，自称太平王，1471年十一月，都御史项忠率明军分八道，以准许复业分化李原军队，李原在竹山战败，被俘杀。